# وینسنت-مارسل
وینسنت-مارسل (فرانسوی: Vincent Marcel‎؛ زادهٔ ۹ آوریل ۱۹۹۷) بازیکن فوتبال اهل فرانسه است.

## باشگاهی
از باشگاه‌هایی که در آن بازی کرده‌است می‌توان به باشگاه فوتبال نیس اشاره کرد.

## تیم ملی
وی همچنین در تیم‌های ملی فوتبال زیر ۱۹ سال فرانسه و زیر ۲۰ سال فرانسه بازی کرده‌است.